# Omorphina
Omorphina là một chi bướm đêm thuộc họ Noctuidae.

## Loài
- Omorphina aurantiaca Alphéraky, 1892